# 1113년

## 연호
- 북송(北宋) 정화(政和) 3년
- 요(遼) 천경(天慶) 3년
- 일본(日本) 덴에이(天永) 4년 / 에이큐(永久) 원년
- 서하(西夏) 정관(貞觀) 13년
- 리 왕조(李朝) 호이뜨엉다이카인(會祥大慶) 4년

## 기년
- 북송(北宋) 휘종(徽宗) 13년
- 요(遼) 천조제(天祚帝) 13년
- 고려(高麗) 예종(睿宗) 8년
- 서하(西夏) 숭종(崇宗) 28년
- 리 왕조(李朝) 인종(仁宗) 42년

## 사건
- 앙코르왓을 지은 수르야바르만 2세가 즉위했다.
- 수도승 네스토르가 《원초 연대기》의 1차 편집본을 완성했다.

## 탄생
- 프랑스 앙주 백작 조프루아 플랜태저넷